# Swirlies
Swirlies är ett indierockband från Boston som grundades år 1990. Bandet var ursprungligen inspirerat av My Bloody Valentine.

## Medlemmar
Nuvarande medlemmar
- Damon Tutunjian - sång, gitarr (1990-idag)
- Adam Pierce - trummor (1997-idag)
- Andy Bernick - basgitarr (1990-idag)
- Rob Laakso - gitarr (1998-idag)
- Deborah Warfield - sång, keyboard, gitarr (2002-idag)

Tidigare medlemmar
- Anthony De Luca - trummor (1995-1996)
- Seana Carmody - sång, gitarr (1990-1994)
- Ben Drucker - trummor (1990-1994)
- Christina Files - sång, gitarr (1995-1997)

## Diskografi
Studioalbum
- 1993 – Blonder Tongue Audio Baton
- 1996 – They Spent Their Wild Youthful Days In The Glittering World Of The Salons
- 1998 – Strictly East Coast Sneaky Flute Music
- 2000 – Damon, Andy, Rob, Ron: The Yes Girls
- 2003 – Cats Of The Wild, Vol. 2

EP
- 1994 - Brokedick Car
- 1996 - Sneaky Flutes and Sneaky Flute Music
- 2005 - At the Salon of WBCN
- 2005 - Winsome Zamula's Hammer of Contumely
- 2009 - Gavin's March to the Sea (Live at Brownies NYC 5/2/96)

Singlar
- 1990 - A Kinder Gentler Genocide
- 1992 - Didn't Understand
- 1992 - Error
- 1992 - Red Fish Dreams (delad singel med Kudgel)

Samlingsalbum
- 1992 – What To Do About Them